# Freedom (Nicki Minaj)
Freedom è una canzone di Nicki Minaj dalla ristampa del suo secondo album in studio, Pink Friday: Roman Reloaded - The Re-Up. È la seconda traccia dell'album ed è stata pubblicata il 2 novembre come secondo singolo.

## Produzione e composizione
Il 29 settembre Nicki scrisse su twitter che aveva finito la loro canzone preferita per i Barbz. Il giorno dopo un fan le chiese quali fossero le iniziali, e lei rispose semplicemente "F",.

## Video
Nicki ha detto ad Alan Carr: Chatty man che avrebbe filmato il video del prossimo singolo da The Re-Up quella settimana nel Regno Unito. Il 1º novembre, Nicki scrisse su twitter:
È stato poi rivelato che era il video di Freedom, diretto da Colin Tilley, che ha collaborato anche ad altri video di Nicki Minaj (come I Am Your Leader e The Boys).

## Classifiche
| Classifica (2012)                                       | Posizione massima |
| ------------------------------------------------------- | ----------------- |
| Francia (Syndicat national de l'édition phonographique) | 170               |